# Latopis kijowski
Latopis kijowski – staroruska kronika, latopis przedstawiający wydarzenia na ziemiach Rusi Kijowskiej w XII wieku.
Latopis Kijowski jest utworem anonimowym. Zachował się w kodeksie Hipackim i jemu pokrewnych. Opisuje lata 1118–1198, stanowi kontynuację Powieści minionych lat (doprowadzonej do 1117 r.). Pod względem treści i formy jest to kronika ogólnoruska. Jest ważnym źródłem do poznania stosunków polsko-ruskich w XII w.
W jego skład wchodzi 6 części:
1. O rusko-polskich kontaktach wojennych
2. Zajęcie Kijowa przez Mścisława Andrzejowicza w 1169 r.
3. Opowieść o zabójstwie Andrzeja Bogolubskiego
4. Opowieść o wyprawie Igora Światosławicza na Połowców
5. O niemieckiej wyprawie krzyżowej 1190 r.
6. Pochwała Ruryka Rościsławicza przez ihumena Mojżesza